# La Marche à l'enfer
Pour plus de détails, voir Fiche technique et Distribution.
La Marche à l'enfer (Edge of Doom) est un film noir américain réalisé par Mark Robson, sorti en 1950, mettant en vedette Dana Andrews et Farley Granger.

## Synopsis
Martin Lynne vit avec sa mère, une femme dévote mais mourante. Martin ne survit qu'à peine avec un salaire de livreur de fleurs et son souhait d'envoyer sa mère au soleil pour se faire soigner reste inaccessible. Lorsque sa mère décède, Martin réclame auprès du prêtre en récompense à la dévotion de sa mère un enterrement en grande pompe. Devant le refus du prêtre il s'emporte et dans un geste de fureur, le tue. Pris de panique, il traverse l'église et débouche sur une rue où un cambriolage vient d'avoir lieu. La police qui se trouve sur les lieux trouve étrange son comportement et l'emmène sous la charge de soupçon de vol. Un prêtre qui connaît bien Martin laisse l'enquête se mener. Mais lui, devine peu à peu ce qui s'est passé. Il finira par faire prendre raison à Martin qui dénoncera son meurtre aux autorités.

## Fiche technique
- Réalisateur : Mark Robson
- Scénario : Philip Yordan d'après le roman de Leo Brady (en), Ben Hecht (non crédité), Charles Brackett (non crédité)
- Photographie : Harry Stradling
- Montage : Daniel Mandell
- Musique : Hugo Friedhofer
- Direction artistique : Richard Day
- Costumes : Mary Wills
- Son : Fred Lau
- Producteur : Samuel Goldwyn
- Genre : Film noir / Drame
- Durée : 1h39 (99 min.)
- Affiche : Boris Grinsson (France)

## Distribution
- Dana Andrews : Le Père Thomas Roth
- Farley Granger : Martin Lynn
- Joan Evans : Rita Conroy
- Robert Keith : Lieutenant Mandel
- Harold Vermilyea : Le Père Kirkman
- Paul Stewart : Craig
- Mala Powers : Julie
- Adele Jergens : Irene
- John Ridgely : Premier détective
- Douglas Fowley : Second détective
- Harold Vermilyea : Le Père Kirkman
- Mabel Paige : Mrs. Pearson
- Ellen Corby : Mrs. Jeanette Moore
- Robert Karnes : Le Père confesseur George
- Ray Teal : Ned Moore
- Mary Field : Mary Jane Glennon
- Virginia Brissac : Mrs. Dennis